# Balclutha rosaceus
Balclutha rosaceus är en insektsart som beskrevs av Henry Fairfield Osborn 1929. Balclutha rosaceus ingår i släktet Balclutha och familjen dvärgstritar. Inga underarter finns listade i Catalogue of Life.